# Down Ass Bitch
Down Ass Bitch è un brano musicale estratto come quarto singolo dall'album Pain Is Love, pubblicato nel 2001. Il brano, che figura la partecipazione della cantante Charli Baltimore, ha raggiunto l'ottava posizione della classifica Billboard Hot R&B/Hip-Hop Songs.

## Tracce
CD-Single versione 1
1. Down Ass Chick (Radio Edit)
2. Down Ass Chick (Album Version)
3. Down Ass Chick (Instrumental)
4. Down Ass Chick (CD-ROM Video)

CD Single versione 2
1. Down Ass Bitch (Dirty)
2. Down Ass Bitch (Part 2)
3. Down Ass Bitch (Instrumental)

## Classifiche
| Classifica (2002)                    | Posizione più alta |
| ------------------------------------ | ------------------ |
| Australia                            | 37                 |
| Belgio (Wallonia)                    | 11                 |
| Paesi Bassi                          | 55                 |
| Svizzera                             | 75                 |
| U.S. Billboard Hot 100               | 21                 |
| U.S. Billboard Hot R&B/Hip-Hop Songs | 8                  |
| U.S. Billboard Hot 100 Airplay       | 20                 |
| U.S. Billboard Hot Rap Tracks        | 5                  |